# To Kill a King
To Kill a King – trzeci album zespołu Hungry Lucy wydany w 2004, w Europie przez wytwórnię Alfa Music, a w USA przez Hungry Lucy Music.

## Lista utworów
1. High Price of Mistakes (4:10)
2. Rainfall (3:53)
3. Good Girl (3:58)
4. You Are (4:13)
5. Softly (3:28)
6. The Chase (4:34)
7. Can You Hear Me? (4:52)
8. Fool (3:16)
9. A Lifetime Remains (3:04)
10. Stars (4:32)
11. Shine (4:34)
12. To Kill a King (3:47)
13. My Beloved (4:31)
14. The Chase (F9 mix) (4:34)
15. Shine (F9 Mix) (4:52)
16. You Are (Null Device Mix) (5:13)
17. To Kill a King (Trigger10d Mix) (5:53)